# Solomon Airport
Solomon Airport är en flygplats i Australien. Den ligger i kommunen Ashburton och delstaten Western Australia, omkring 1 100 kilometer norr om delstatshuvudstaden Perth. Solomon Airport ligger 617 meter över havet.
Trakten runt Solomon Airport är nära nog obefolkad, med mindre än två invånare per kvadratkilometer.. Det finns inga samhällen i närheten.
Omgivningarna runt Solomon Airport är i huvudsak ett öppet busklandskap. Genomsnittlig årsnederbörd är 521 millimeter. Den regnigaste månaden är januari, med i genomsnitt 249 mm nederbörd, och den torraste är augusti, med 1 mm nederbörd.